# Écartement irlandais

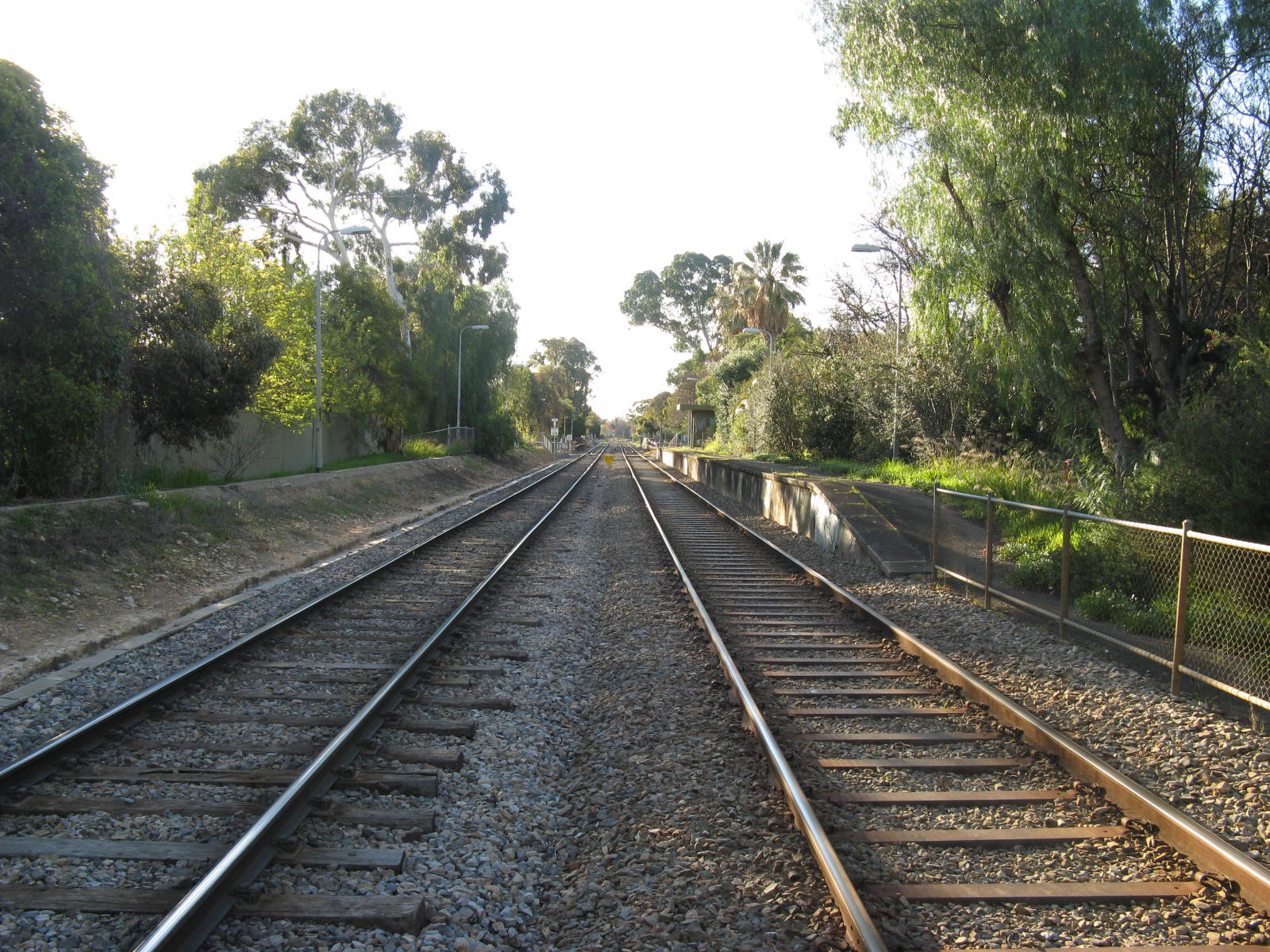
Gare ferroviaire de Millswood vue vers le nord, hiver 2008.

L'écartement irlandais, connu aussi sous le nom de Victorian broad gauge, c'est-à-dire « voie large victorienne », est un écartement de chemin de fer de 1 600 mm soit 5 pieds 3 pouces. Il est utilisé notamment sur l'ensemble de l'Irlande (y compris l'Irlande du Nord), mais aussi en Australie et au Brésil. Par le passé, il fut également utilisé par les chemins de fer de l'État de Bade entre 1840 et 1855, ainsi que par les Schweizerische Nordbahn (de), dans le nord de la Suisse.
Il est assez proche de l'écartement ibérique qui est de 1 668 mm.